# Beni (departman)
Departman Beni nalazi se na sjeverozapadu Bolivije i graniči s Brazilom.
Klima u ovom departmanu je tropska i vlažna, a vegetacija se sastoji većinom od kišnih šuma i travnatih stepa. Područje departmana je bogato jezerima i rijekama. Glavne gospodarske aktivnosti su poljoprivreda, šumarstvo i stočarstvo.

## Stanovništvo
U pola stoljeća stanovništvo departmana naraslo je za nekoliko puta, od 71.636 (1950.) preko 168.367 (1976.) i 276.174 (1992.) do 362.521 (2001.).

## Provincije
Beni je podijeljen u osam provincija:
| Provincija     | Glavni grad          | Površina (km²) | Stan. (2001.) |
| -------------- | -------------------- | -------------- | ------------- |
| Cercado        | Trinidad             | 12.276         | 82.653        |
| Iténez         | Magdalena            | 36.576         | 18.878        |
| José Ballivián | Reyes                | 40.444         | 68.174        |
| Mamoré         | San Joaquín          | 18.706         | 12.397        |
| Marbán         | Loreto               | 15.126         | 14.454        |
| Moxos          | San Ignacio          | 33.316         | 21.643        |
| Vaca Díez      | Riberalta            | 22.434         | 116.421       |
| Yacuma         | Santa Ana del Yacuma | 34.686         | 27.901        |

## Najveći gradovi
| Grad         | Stanovništvo 2001. (popis) | Stanovništvo 2005. (procjena) |
| ------------ | -------------------------- | ----------------------------- |
| Trinidad     | 75.285                     | 84.259                        |
| Riberalta    | 63.385                     | 74.014                        |
| Guayaramerín | 33.187                     | 36.008                        |
| San Borja    | 16.620                     | 19.640                        |
| Santa Ana    | 12.944                     | 12.581                        |

## Vanjske poveznice
- (njem.)Informacije o ovom departmanu na stranicama bolivijskog veleposlanstva u Berlinu  Arhivirana inačica izvorne stranice od 7. listopada 2007. (Wayback Machine)